# Демин
Демин (њем. Demmin) град је у њемачкој савезној држави Мекленбург-Западна Померанија. Једно је од 69 општинских средишта округа Демин. Према процјени из 2010. у граду је живјело 12.219 становника. Посједује регионалну шифру (AGS) 13052018.

## Географски и демографски подаци
Демин се налази у савезној држави Мекленбург-Западна Померанија у округу Демин. Град се налази на надморској висини од 8 метара. Површина општине износи 81,6 km². У самом граду је, према процјени из 2010. године, живјело 12.219 становника. Просјечна густина становништва износи 150 становника/km².

## Међународна сарадња
| Мјесто   | Држава | Врста сарадње | Од    |
| -------- | ------ | ------------- | ----- |
| Боболице | Пољска | партнерство   | 1995. |
| Извор    |        |               |       |